# هوندا سی‌بی۷۵۰

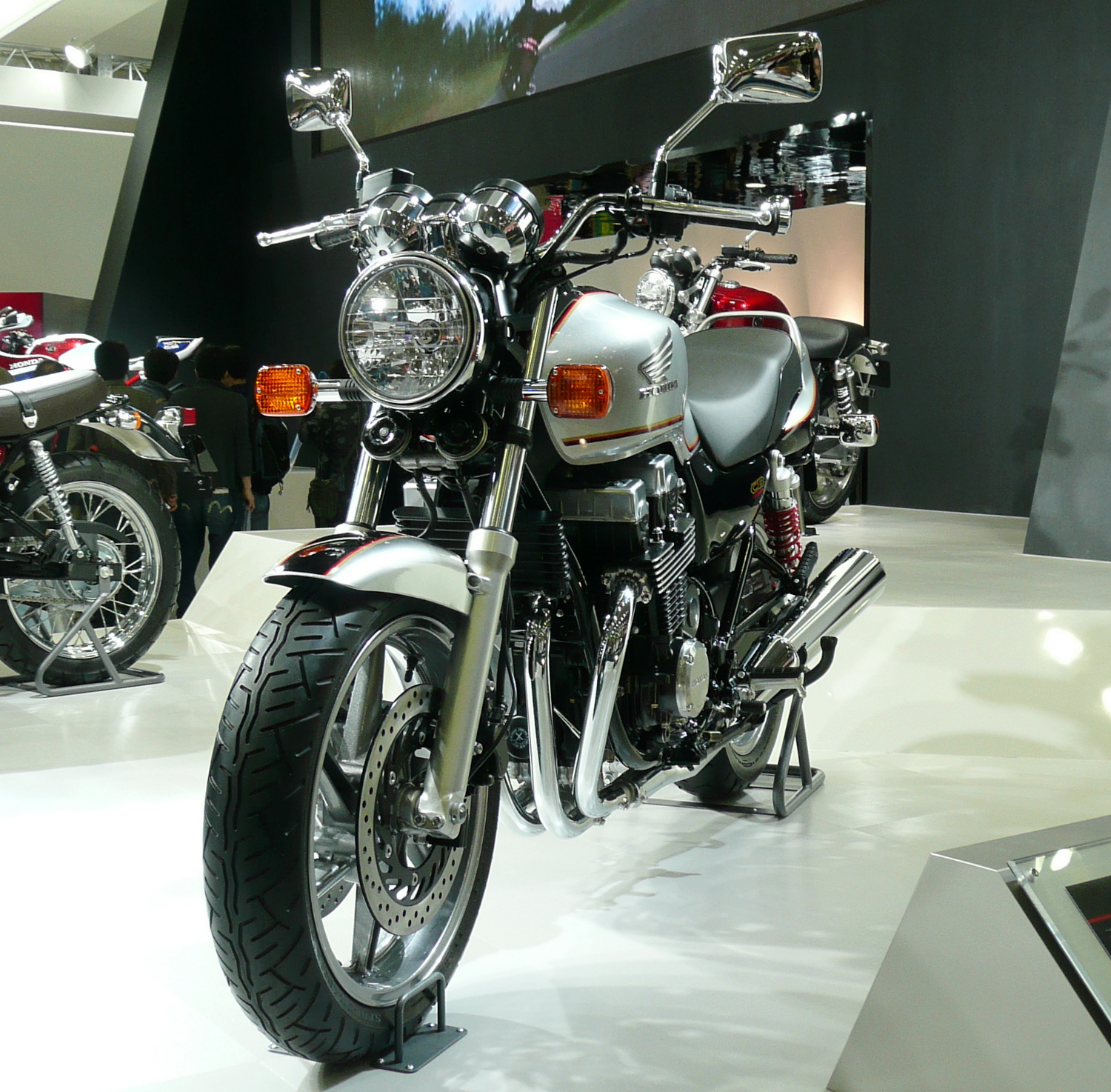
هوندا سی‌بی ۷۵۰ مدل ۲۰۰۳

هوندا سی‌بی۷۵۰ (به انگلیسی: Honda CB750) یک موتور سیکلت ژاپنی با یک موتور چهارسیلندر خطی بدون رادیاتور که دارای ۶۷ اسب بخار قدرت و توان سرعتی ۲۰۰ کیلومتر در ساعت را دارد، این محصول ساخته شده توسط کمپانی هوندا در بین سالهای ۱۹۶۹ الی ۲۰۰۳ تولید می‌شود.

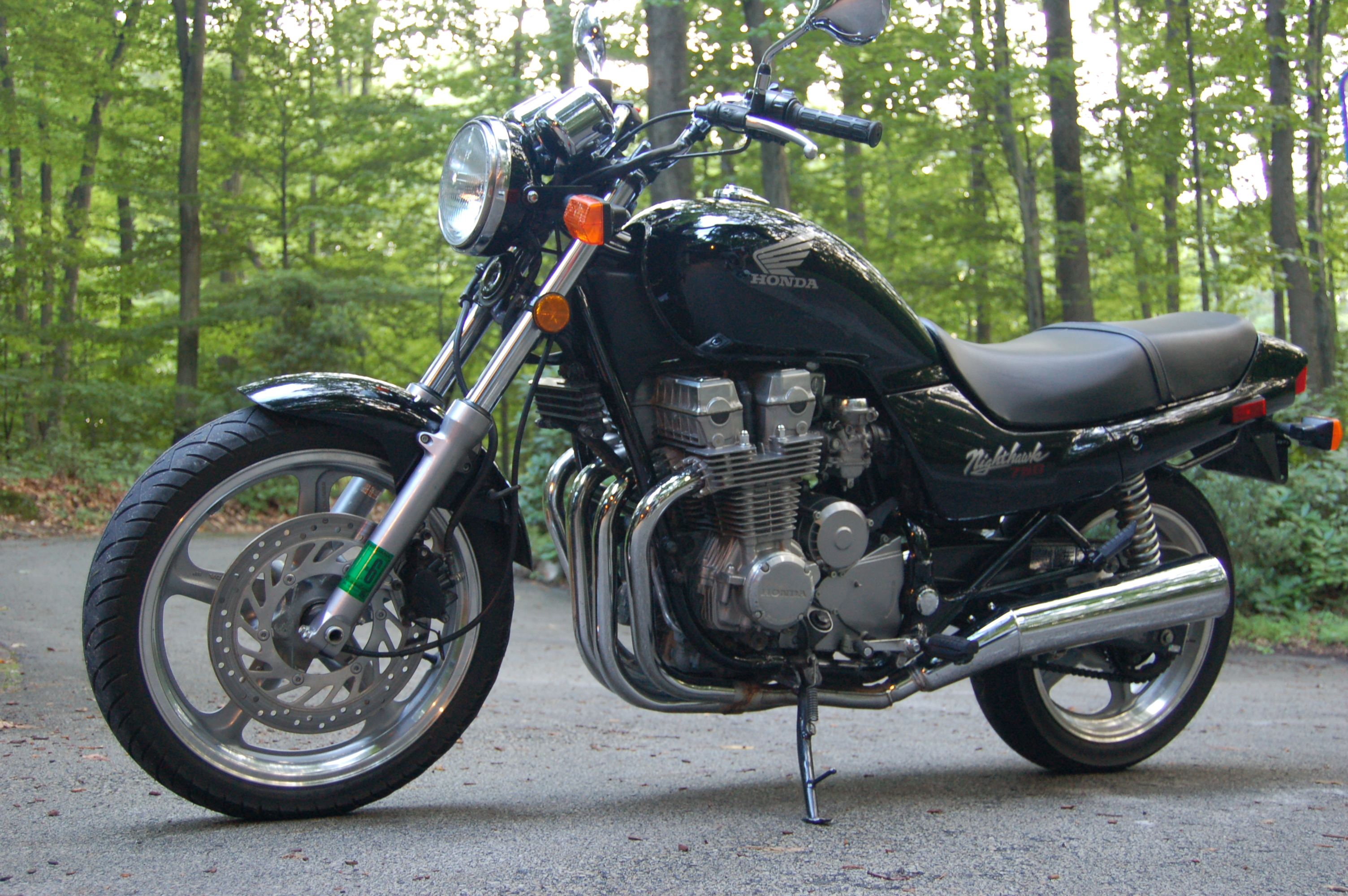
هوندا ۷۵۰ مدل ۱۹۹۲

سی‌بی ۷۵۰ اولین موتورسیکلتی بود که «ابر موتور» نامیده شد.